# Kurt Stukenberg
Kurt Henrik Stukenberg (* 7. Mai 1988 in Hamburg) ist ein deutscher Journalist.

## Leben
Stukenberg wuchs in Hamburg-Altona auf. Als Kind war er 1999 Synchronsprecher im Kinofilm Käpt’n Blaubär – Der Film in der Rolle des Grünen Bärchens. Er besuchte die Rudolf-Steiner-Schule Harburg, die er 2007 mit dem Abitur abschloss. Stukenberg studierte Germanistik und Sozialwissenschaften in Hamburg und war seit 2007 für das Greenpeace Magazin tätig, zunächst als Praktikant und freier Mitarbeiter, später als Volontär und ab 2013 als Textredakteur. Ab August 2015 war er als Leiter Digital-Strategie Mitglied der Chefredaktion des Blattes, im Juni 2016 wurde er Co-Chefredakteur neben der langjährigen Geschäftsführerin Kerstin Leesch. Als diese im Juni 2018 überraschend ihre Stellung verlor, kündigte auch er. Seit November 2018 ist Kurt Stukenberg stellvertretender Ressortleiter Wissenschaft bei Der Spiegel (online).
Der Medienwissenschaftler Bernhard Pörksen zählt Stukenberg zu den „besten Klimareporterinnen und -reporter[n]“ Deutschlands.